# جيف غراهام
جيف غراهام (بالإنجليزية: Jeff Graham)‏ هو لاعب كرة قدم أمريكية أمريكي، ولد في 14 فبراير 1969 في دايتون في الولايات المتحدة.

## وصلات خارجية
- جيف غراهام على موقع مرجع كرة القدم المحترفة.كوم (الإنجليزية)